# Dajr Jasin (Syria)
Dajr Jasin (arab. دير ياسين) – wieś w Syrii, w muhafazie Al-Hasaka. W 2004 roku liczyła 230 mieszkańców.